# اكيتو كاواموتو
اكيتو كاواموتو (باليابانية: 河本 明人) (1 مايو 1990 في شيغا في اليابان – )؛ هو لاعب كرة قدم ياباني سابق كان يلعب كمهاجم.

## وصلات خارجية
- اكيتو كاواموتو على موقع رابطة كرة القدم اليابانية للمحترفين (اليابانية)
- اكيتو كاواموتو على موقع قاعدة بيانات كرة القدم.إي يو (الإنجليزية)
- اكيتو كاواموتو على موقع Soccerway.com (الإنجليزية)
- اكيتو كاواموتو على موقع عالم كرة القدم.نت (الإنجليزية)
- اكيتو كاواموتو على موقع كووورة